# Piers Francis
Pour les articles homonymes, voir Francis.

a Compétitions nationales et continentales officielles uniquement.

b Matchs officiels uniquement.
Dernière mise à jour le 28 septembre 2019.
Piers Francis, né le 20 juin 1990 à Gravesend (Angleterre), est un joueur de rugby à XV international anglais, évoluant au poste de demi d'ouverture et de centre, au sein des Northampton Saints en Premiership. 

## Biographie
Francis est né à Gravesend et a fréquenté le Kent College, à Canterbury, jouant pour le Old Gravesendians RFC et le Maidstone FC. Il a également été membre de l'Académie des Saracens pendant trois ans durant son adolescence. Il déménageât en Nouvelle-Zélande à l'âge de 18 ans, jouant dans l'ITM Cup pour Auckland et Waikato avant de retourner au Royaume-Uni en 2012 pour signer à Edimbourg. 
Il passe alors deux ans avec l'équipe d'Édimbourg, mais se blesse dans la pré-saison de la campagne 2013-14, ce qui l'empêché de jouer l'intégralité de la saison. Il sera ainsi à l'été 2014 libéré par son club. . 
En novembre 2014 il signe avec les Doncaster Knights, en championnat de 2e division anglaise, pour un contrat en vigueur jusqu'en mars 2015. 
Pour le reste de 2015, Francis retourne en Nouvelle-Zélande, où il avait noué des liens avec l'équipe des Counties Manukau en NPC en vue d'un contrat sur deux ans. Après de solides performances avec cette équipe entraînée par Tana Umaga, il suit son entraîneur en signant avec les Blues pour la saison 2016 de Super Rugby. 
Le 20 mars 2017, Francis revient en Angleterre, en rejoignant le club de Premiership des Northampton Saints pour la saison 2017-18. Cela le rend éligible à la sélection anglaise, et il est de fait appelé pour la tournée estivale 2017 en Argentine.
En 2019, il est retenu par le sélectionneur Eddie Jones dans le groupe de 31 joueurs pour disputer la coupe du monde au Japon.